# Perth (Ontario)
Perth (offiziell Town of Perth) ist eine Gemeinde im Süden der kanadischen Provinz Ontario. Sie liegt im Lanark County, am Ufer des Tay Rivers. Perth ist County Seat und hat den Status einer Lower Tier.
Die Gemeinde entstand 1816, im Siedlungsgebiet der Algonkin, infolge des Britisch-Amerikanischen Krieges von 1812 unter dem Namen „Perth Military Settlement“ als militärische Siedlung. Innerhalb der folgenden Jahre ließen sich in der Region zahllose Einwanderfamilien nieder und Perth wuchs schnell an. In den nächsten Jahren entstanden verschiedene Gebäude wie das 1830 errichtete McMartin House oder das 1840 errichtete Matheson House und die 1863 errichtete Perth Town Hall sind heute National Historic Sites of Canada. 1859 erreichte eine Eisenbahnstrecke der Brockville and Ottawa Railway die Gegend und errichtete hier eine Station. Der Bahnhof, inzwischen von der Canadian Pacific Railway übernommen, wurde 1979 geschlossen.
In Perth hat das Algonquin College of Applied Arts and Technology einen Campus.

## Lage
Perth liegt nordwestlich der Einmündung des Tay Rivers in den Rideau River am Lower Rideau Lake. Die Gemeinde liegt etwa 80 Kilometer südwestlich von Ottawa bzw. 320 Kilometer westnordwestlich von Toronto.

## Demografie
Der Zensus im Jahr 2016 ergab für die Siedlung eine Bevölkerungszahl von 5930 Einwohnern, nachdem der Zensus im Jahr 2011 für die Siedlung eine Bevölkerungszahl von nur 5840 Einwohnern ergeben hatte. Die Bevölkerung hat damit im Vergleich zum letzten Zensus im Jahr 2011 unterdurchschnittlich um nur 1,5 % zugenommen, während der Provinzdurchschnitt bei einer Bevölkerungszunahme von 4,6 % lag. Im Zensuszeitraum 2006 bis 2011 hatte die Einwohnerzahl in der Siedlung noch entgegen dem Trend um 1,1 % abgenommen, während sie im Provinzdurchschnitt um 5,6 % zunahm.

## Verkehr
Perth liegt am Ontario Highway 7, der hier zum Netz des Trans-Canada Highway-Systems gehört. Außerdem wird die Gemeinde vom Ontario Highway 10 und dem ehemaligen Ontario Highway 43 durchquert.

## Söhne und Töchter der Stadt
- John Robson (1824–1892), Politiker und Journalist
- Alexander Morris (1826–1889), Richter und Vizegouverneur
- Frank Stephen Meighen (1870–1946), Offizier, Impresario und Kunstmäzen
- Rupert Michell (1879–1966), Arzt und Mitglied der Nimrod-Expedition
- James Joseph McCann (1887–1961), Politiker der Liberalen Partei Kanadas
- Francis John Spence (1926–2011), römisch-katholischer Erzbischof
- Billy Smith (* 1950), Eishockeytorwart
- Sultana Frizell (* 1984), Hammerwerferin
- Jared Coreau (* 1991), Eishockeytorwart